# Прахњани
Прахњани или Прахна (грч. Άσπρο, Аспро) је насељено место у општини Вртикоп у периферији Средишња Македонија, Грчка. Према попису из 2021. године било је 656 становника.
Према бугарском географу и историчару, Василу Канчову, у Прахњану је 1900. године живело 230 Словена хришћана и 60 Рома. Године 1924. насељене су грчке избегличке породице из Турске, укупно 124 особа. На попису из 1940. године Прахњани су имали 497 становника, од чега 285 Словена и 212 Грка.